# جيوفاني ساتورو
جيوفاني ساتورو (بالإيطالية: Giovanni Sartori)‏ (31 مارس 1957 في إيطاليا - ) هو لاعب كرة قدم إيطالي في مركز الهجوم. لعب مع إيه سي ميلان وكييفو فيرونا ونادي أودينيزي ونادي ترنانا ونادي سامبدوريا ونادي فينيزيا وFC Bolzano 1996 ‏ وCavese 1919 ‏ ونادي أريتسو.

## وصلات خارجية
- جيوفاني ساتورو على موقع قاعدة بيانات كرة القدم.إي يو (الإنجليزية)